# 田辺泰弘

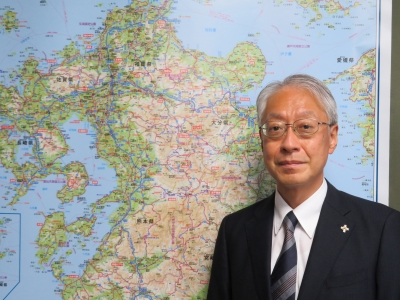
福岡高等検察庁検事長就任時に公開された肖像写真

田辺 泰弘（たなべ やすひろ、1960年11月7日 - ）は、日本の検察官、弁護士。大阪高等検察庁次席検事、大阪地方検察庁検事正、札幌高等検察庁検事長等を経て、福岡高等検察庁検事長。退官後、産業技術総合研究所参与。

## 来歴・人物
東京都出身。1979年栃木県立栃木高等学校卒業。1984年中央大学法学部法律学科卒業。1987年検察官任官。2010年東京地方検察庁特別公判部副部長。同年仙台地方検察庁次席検事。2012年東京地方検察庁特別公判部長。2013年東京地方検察庁刑事部長。2014年東京高等検察庁刑事部長。同年那覇地方検察庁検事正兼福岡高等検察庁那覇支部長。
2015年大阪地方検察庁次席検事。2017年大阪高等検察庁次席検事兼法務省法務総合研究所大阪支所長。2019年大阪地方検察庁検事正に着任。着任記者会見に於いて大阪地方検察庁が護送中の被告人を逃走せしめた事案に関して、「重く受け止めている」との論評を出したが、其の翌日に再びの被告人逃亡事犯が発生することとなった。2021年札幌高等検察庁検事長。2022年福岡高等検察庁検事長。2023年辞職、弁護士登録（第二東京弁護士会）、東京富士法律事務所客員弁護士、産業技術総合研究所参与。2024年ナブテスコ監査役。